# Затуленье
Затуленье — деревня в Заклинском сельском поселении Лужского района Ленинградской области.

## История
Впервые упоминается в писцовой книге Водской пятины 1500 года, как деревня Взатуленье, в Дмитриевском Городенском погосте Новгородского уезда.
В 1810-е годы контр-адмирал М. М. Муравьёв выстроил в деревне усадьбу — деревянный одноэтажный дом с мезонином и колоннами по фасаду.
Как деревня Затуленье она обозначена на карте Санкт-Петербургской губернии Ф. Ф. Шуберта 1834 года.

ЗАТУЛЕНЬЕ — деревня принадлежит чиновнику 8-го класса Александру Кузьминскому, число жителей по ревизии: 61 м. п., 63 ж. п. (1838 год)

Деревня Затуленье отмечена на карте профессора С. С. Куторги 1852 года.
В 1850 году имение отошло действительному статскому советнику В. П. Тимофееву.

ЗАТУЛЕНЬЕ — деревня господина Тимофеева, по просёлочной дороге, число дворов — 22, число душ — 84 м. п. (1856 год)

ЗАТУЛЕНЬЕ — деревня владельческая при реке Оредеже, число дворов — 20, число жителей: 60 м. п., 56 ж. п. (1862 год)

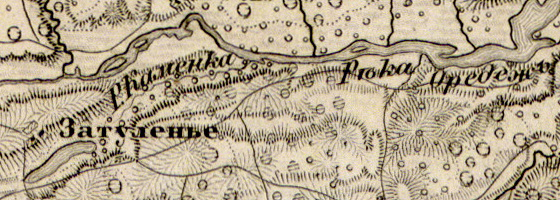
Деревня Затуленье на карте 1863 года

В 1868 году временнообязанные крестьяне деревни выкупили свои земельные наделы у П. П. Тимофеева и стали собственниками земли.
Согласно материалам по статистике народного хозяйства Лужского уезда 1891 года, мыза Затуленье площадью 796 десятин принадлежала вдове действительного статского советника О. А. Тимофеевой, мыза была приобретена до 1868 года. В мызе был фруктовый сад для себя, 3 дачи, сдаваемые в аренду и рыбная ловля, сдаваемая за ¼ улова.
В XIX — начале XX века деревня административно относилась к Перечицкой волости 1-го земского участка 1-го стана Лужского уезда Санкт-Петербургской губернии.
По данным «Памятной книжки Санкт-Петербургской губернии» за 1905 год деревня Затуленье входила в Перечицкое сельское общество, 1250 десятин земли в ней принадлежали дворянке Ольге Андреевне Тимофеевой.
С 1917 по 1923 год деревня Затуленье входила в состав Изорского сельсовета Перечицкой волости Лужского уезда.
С 1923 года, в составе Толмачёвской волости.
С 1924 года, в составе Калищенского сельсовета.
По данным 1933 года деревня Затуленье входила в состав Калищенского сельсовета Лужского района.
C 1 августа 1941 года по 31 января 1944 года деревня находилась в оккупации.
В 1958 году население деревни Затуленье составляло 113 человек.
По данным 1966 года деревня Затуленье также входила в состав Калищенского сельсовета.
По данным 1973 и 1990 годов года деревня Затуленье входила в состав Каменского сельсовета.
По данным 1997 года в деревне Затуленье Каменской волости проживал 51 человек, в 2002 году — 54 человека (все русские).
В 2007 году в деревне Затуленье Заклинского СП проживали 29 человек.

## География
Деревня расположена в восточной части района на автодороге 41К-683 (Троицкий поворот — Затуленье).
Расстояние до административного центра поселения — 36 км.
Расстояние до ближайшей железнодорожной станции Толмачёво — 10 км.
Деревня находится на северном берегу Затуленского озера и левом берегу реки Оредеж.

## Демография
| 1838 | 1862 | 1958 | 1997 | 2007 | 2010 | 2017 |
| ---- | ---- | ---- | ---- | ---- | ---- | ---- |
| 124  | ↘116 | ↘113 | ↘51  | ↘29  | ↗47  | ↘33  |

## Фото

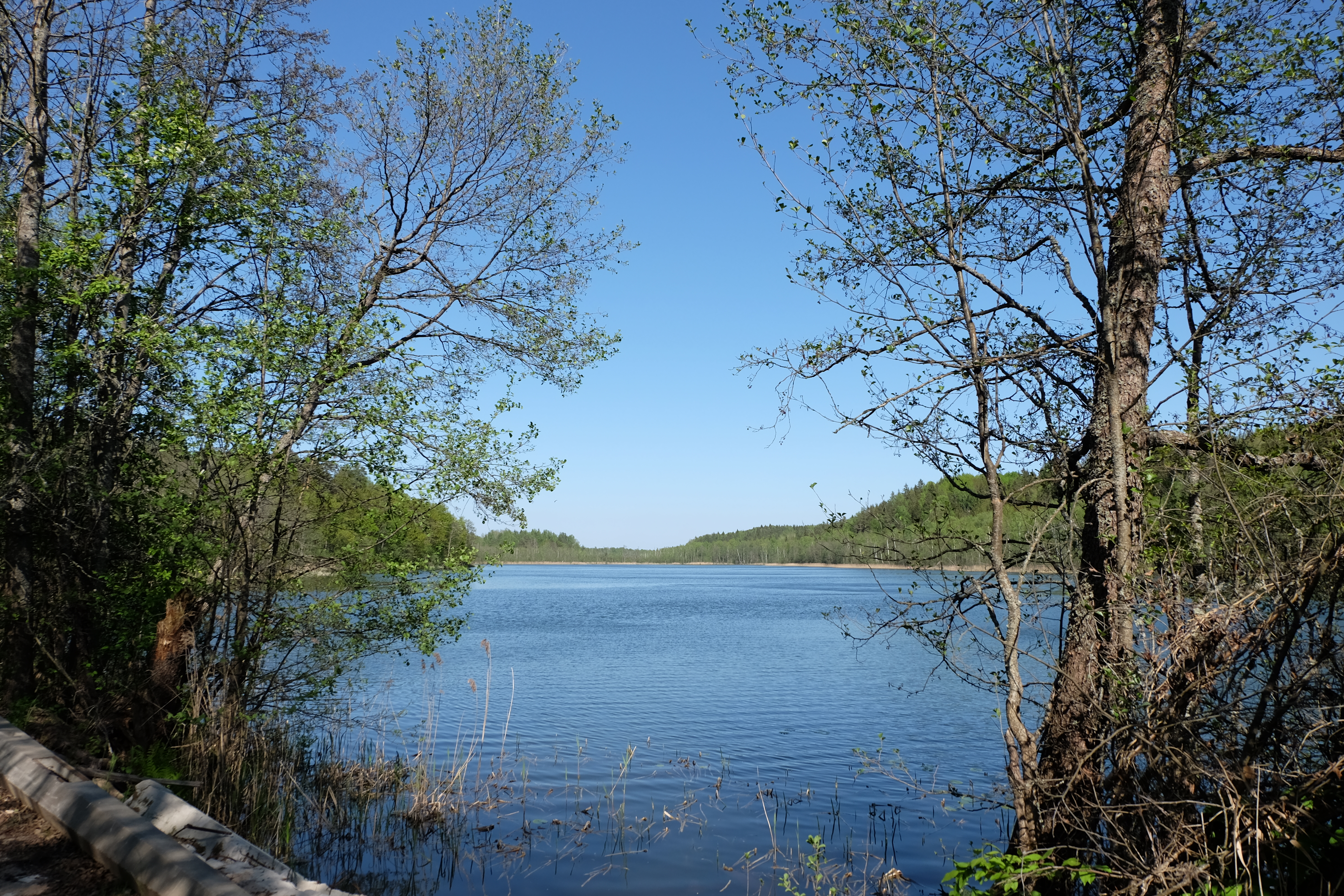
Затуленское озеро
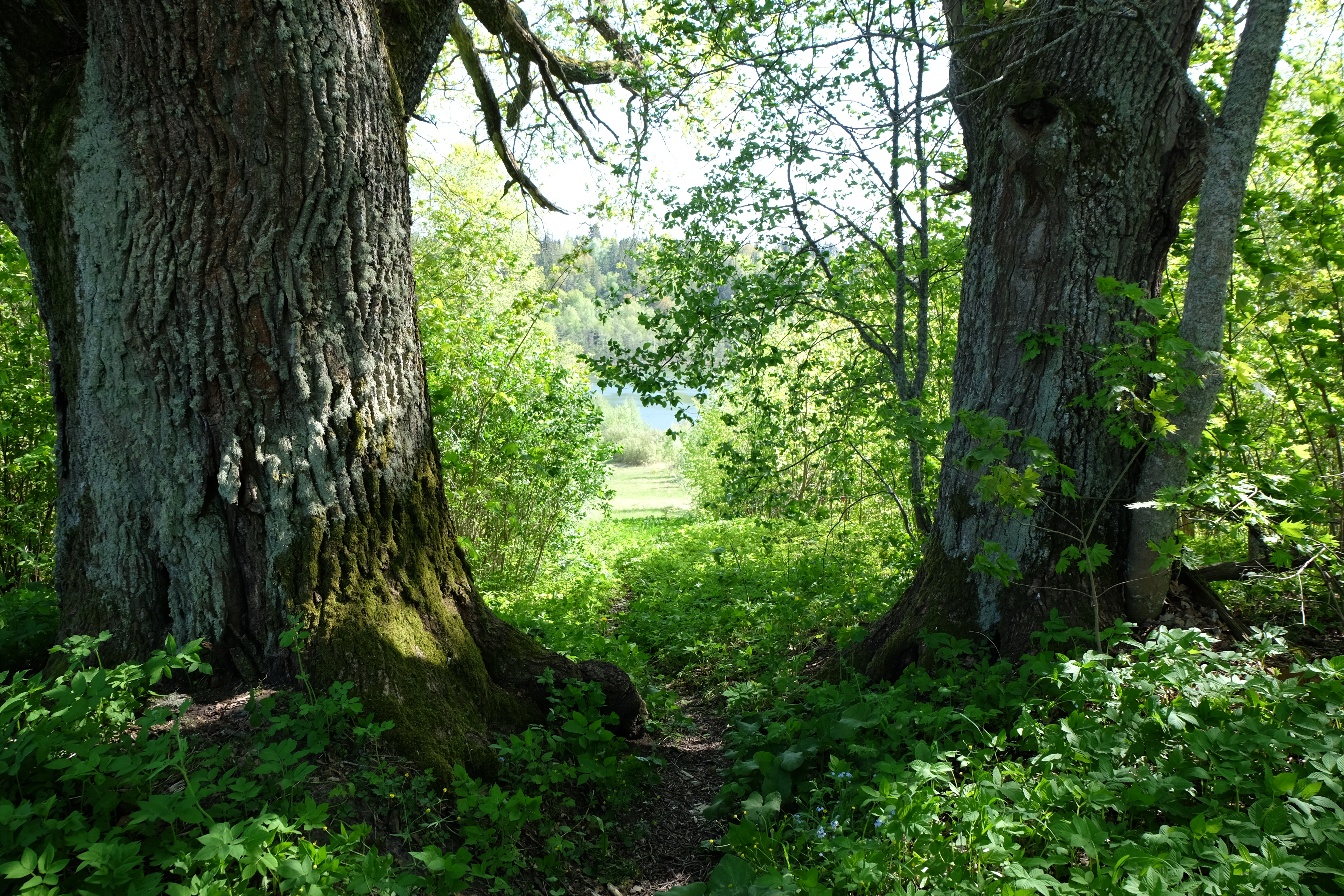
Вид на озеро от барского дома

## Улицы
Дачная, Новая, Парковая, Петровича, Пляжная, Речной переулок, Садовая, Центральная.